# Shovel Knight
Shovel Knight é um jogo eletrônico de plataforma desenvolvido e publicado pela Yacht Club Games. O desenvolvimento foi financiado coletivamente e o jogo foi lançado para Nintendo 3DS, Wii U e Windows em junho de 2014. Foi portado para OS X e Linux em setembro de 2014, PlayStation 3, PlayStation 4, PlayStation Vita e Xbox One em abril de 2015, Amazon Fire TV em setembro de 2015 e Nintendo Switch em março de 2017. Shovel Knight é inspirado na jogabilidade e nos gráficos de jogos de plataforma desenvolvidos para o Nintendo Entertainment System.
O jogo recebeu aclamação da crítica, com os críticos considerando-o um dos melhores jogos eletrônicos já feitos. Com o lançamento de campanhas adicionais, a história original recebeu o retrônimo Shovel of Hope. O jogo completo foi lançado em dezembro de 2019 como Shovel Knight: Treasure Trove, que inclui três outras campanhas Plague of Shadows, Specter of Torment e King of Cards, junto com o jogo de luta multijogador Shovel Knight Showdown.
Uma história derivada do jogo de quebra-cabeça dungeon crawler, Shovel Knight Pocket Dungeon, foi co-desenvolvido com Vine e lançado em 13 de dezembro de 2021, para macOS, Windows, Nintendo Switch e PlayStation 4. Outro spin-off, o roguelike Shovel Knight Dig, foi co-desenvolvido com a Nitrome e lançado em 23 de setembro de 2022, para Windows, Nintendo Switch e Apple Arcade. Um remake do primeiro jogo chamado Shovel of Hope DX está planejado para ser lançado em uma data futura.

## Legado

### Merchandising
Uma figura Amiibo de Shovel Knight foi lançada em 2015, como o primeiro brinquedo Amiibo produzido por terceiros.  Um pacote de 3 Amiibo contendo Plague Knight, Specter Knight e King Knight foi lançado em 2019 junto com uma variante dourada da figura Shovel Knight lançada anteriormente. Shovel Knight colaborou com Arby's em março de 2021 para lançar um conjunto de brinquedos, que incluía códigos de trapaça temáticos de Arby's para o jogo.

### Em outras mídias
Shovel Knight aparece como um personagem convidado jogável em muitos jogos incluindo Indie Pogo, Blade Strangers, Cook, Serve, Delicious: Battle Kitchen, Move or Die, Dino-Run DX, Runner3, Riverbond, Rivals of Aether, Blaster Master Zero, Bloodstained: Ritual of the Night, Road Redemption, Epic Manager, C-Wars, Starr Mazer, Runbow, All-Stars Dungeons and Diamonds, Ghost Police, Mutant Mudds Super Challenge, Pixel Noir e Mighty Quest. Personagens de Shovel Knight fazem aparições especiais em Brawlhalla, Super Smash Bros. Ultimate, Azure Striker Gunvolt 2, Two Brothers, Yooka-Laylee, Aegis Defenders, The Reward: Tales of Alethrion, River City Ransom: Underground, Creepy Castle, Puzzle Depot, Crypt of the NecroDancer, Enter the Gungeon, Katana Zero, Balatro e For Honor. Sua música aparece em Just Shapes & Beats e Voez.

### Spin-offs
Em fevereiro de 2020, o spinoff intitulado Shovel Knight Pocket Dungeon, um jogo de quebra-cabeça de exploração de masmorras foi anunciado e lançado em 13 de dezembro de 2021 para macOS, Windows, Nintendo Switch e PlayStation 4. Uma prequela intitulada Shovel Knight Dig foi co-desenvolvida com a Nitrome e lançada em 23 de setembro de 2022 para Windows, Nintendo Switch e Apple Arcade.